# Use Your Illusion II (video)
Use Your Illusion II är en live-video från 1992 med den amerikanska sleazerock-gruppen Guns N' Roses. Videon är inspelad i Tokyo 1992 och innehåller den andra halvan av spelningen, den första finns på Use Your Illusion I.

## Låtlista
1. "You Could Be Mine"
2. "Drum Solo and Guitar Solo"
3. "Theme from The Godfather"
4. "Sweet Child O' Mine"
5. "So Fine"
6. "Rocket Queen"
7. "Move to the City"
8. "Knockin' on Heaven's Door"
9. "Estranged"
10. "Paradise City"

## Banduppsättning
- W. Axl Rose (sång)
- Slash (gitarr)
- Gilby Clarke (gitarr)
- Duff McKagan (bas)
- Matt Sorum (trummor)
- Dizzy Reed (keyboards)